# Crunkcore
Crunkcore (określany również, jako crunk punk, screamo-crunk czy scrunk) – gatunek muzyczny będący połączeniem crunku i screamo. Bostońska gazeta Boston Phoenix opisuje ów gatunek w następujący sposób: „kombinacja minimalistycznego południowego hip-hopu, zawodzeń typu Auto-tune, techno breakedownów, szczekanych wokali i tekstów o ostrym imprezowaniu.”. Do wykonawców wykonujących ten rodzaj muzyki można zaliczyć między innymi 3OH!3, Brokencyde, Hollywood Undead, Pants Party, I Set My Friends On Fire, Blood on the Dance Floor czy Breathe Carolina.